# Copa Brasil de Voleibol Feminino de 2018
A Copa Brasil de Voleibol Feminino de 2018 foi a sétima edição desta competição organizada pela Confederação Brasileira de Voleibol através da Unidade de Competições Nacionais. Participarão do torneio oito equipes provenientes de tres estados brasileiros: São Paulo, Rio de Janeiro e Minas Gerais. As finais do torneio serão realizadas no Ginásio Jones Minosso, em Lages, Santa Catarina.

## Regulamento
Classificaram-se para a disputa da Copa Brasil de 2017 as oito melhores equipes da Superliga 2017/2018. O torneio será disputado em sistema de eliminatória simples, em jogo único, com fases de quartas-de-final disputas ainda em 2017, semifinais e final, estas fase ocorrerão em 2018.
Todas as partidas do torneio da fase eliminatória foram realizadas nos ginásios dos mandantes e as semifinais e finais no Ginásio Jones Minosso.

## Equipes participantes
Oito equipes disputarão o título da Copa Brasil de Voleibol Feminino. Serão elas:
| Equipe Nome fantasia                           | Ginásio Cidade                           | Capacidade | Última participação | Superliga 2017/2018 (Turno) |
| ---------------------------------------------- | ---------------------------------------- | ---------- | ------------------- | --------------------------- |
| Praia Clube Dentil/Praia Clube                 | Oranides Borges do Nascimento Uberlândia | 1 730      | Campinas 2017       | 1º                          |
| Rio de Janeiro VC Sesc/RJ                      | Tijuca Tênis Clube Rio de Janeiro        | 3000       | Campinas 2017       | 2º                          |
| Osasco VC Vôlei Nestlé                         | José Liberatti Osasco                    | 4 500      | Campinas 2017       | 3º                          |
| Minas TC Camponesa/Minas                       | Arena JK Belo Horizonte                  | 3 650      | Campinas 2017       | 4º                          |
| Fluminense FC Fluminense                       | Ginásio Hebraica Rio de Janeiro          | 1 000      | Campinas 2017       | 5º                          |
| Barueri Hinodê/Barueri                         | José Corrêa Barueri                      | 5 000      | Estreante           | 6º                          |
| Pinheiros E.C.Pinheiros                        | Henrique Villaboim São Paulo             | 1 100      | Campinas 2017       | 7º                          |
| São Caetano EC São Cristóvão Saúde/São Caetano | Lauro Gomes São Caetano do Sul           | 5 000      | Campinas 2016       | 8º                          |

## Resultados
|  | Quartas-de-final | Quartas-de-final | Quartas-de-final |        |        | Semifinais     | Semifinais | Semifinais |  |  | Final | Final       | Final |
|  |                  |                  |                  |        |        |                |            |            |  |  |       |             |       |
|  | 1º               | Praia Clube      | 3                |        |        |                |            |            |  |  |       |             |       |
|  | 8º               | São Caetano      | 0                |        |        |                |            |            |  |  |       |             |       |
|  | 8º               | São Caetano      | 0                |        | 1º     | Praia Clube    | 3          |            |  |  |       |             |       |
|  |                  |                  |                  |        | 1º     | Praia Clube    | 3          |            |  |  |       |             |       |
|  |                  | 4º               | Minas            | 0      |        |                |            |            |  |  |       |             |       |
|  | 4º               | 4º               | Minas            | 0      | Minas  | 3              |            |            |  |  |       |             |       |
|  | 4º               |                  |                  |        | Minas  | 3              |            |            |  |  |       |             |       |
|  | 5º               | Fluminense       | 1                |        |        |                |            |            |  |  |       |             |       |
|  |                  |                  |                  |        |        |                |            |            |  |  | 1º    | Praia Clube | 0     |
|  |                  |                  | 3º               | Osasco | 3      |                |            |            |  |  |       |             |       |
|  | 2º               | Rio de Janeiro   | 3                |        |        |                |            |            |  |  |       |             |       |
|  | 7º               | Pinheiros        | 2                |        |        |                |            |            |  |  |       |             |       |
|  | 7º               | Pinheiros        | 2                |        | 2º     | Rio de Janeiro | 1          |            |  |  |       |             |       |
|  |                  |                  |                  |        | 2º     | Rio de Janeiro | 1          |            |  |  |       |             |       |
|  |                  | 3º               | Osasco           | 3      |        |                |            |            |  |  |       |             |       |
|  | 3º               | 3º               | Osasco           | 3      | Osasco | 3              |            |            |  |  |       |             |       |
|  | 3º               |                  |                  |        | Osasco | 3              |            |            |  |  |       |             |       |
|  | 6º               | Barueri          | 0                |        |        |                |            |            |  |  |       |             |       |

### Quartas de final
| 14 de dezembro de 2017 19:30 Relatório | Minas       | 3 — 1                   | Fluminense | Arena JK,Belo Horizonte |
| 14 de dezembro de 2017 19:30 Relatório | 25 23 27 25 | Set 1 Set 2 Set 3 Set 4 | 15 25 20   | Arena JK,Belo Horizonte |

| 15 de dezembro de 2017 19:30 Relatório | Praia Clube | 3 — 0             | São Caetano | Oranides Nascimento, Uberlândia |
| 15 de dezembro de 2017 19:30 Relatório | 25          | Set 1 Set 2 Set 3 | 16 14       | Oranides Nascimento, Uberlândia |

| 15 de dezembro de 2017 20ː00 Relatório | Rio de Janeiro | 3 — 2                         | Pinheiros      | Ginásio do Tijuca Tênis Clube, Rio de Janeiro |
| 15 de dezembro de 2017 20ː00 Relatório | 23 24 25 15    | Set 1 Set 2 Set 3 Set 4 Set 5 | 25 26 19 22 12 | Ginásio do Tijuca Tênis Clube, Rio de Janeiro |

| 15 de dezembro de 2017 19:30 Relatório | Osasco | 3 — 0             | Barueri  | Ginásio Professor José Liberatti, Osasco |
| 15 de dezembro de 2017 19:30 Relatório | 25     | Set 1 Set 2 Set 3 | 15 20 15 | Ginásio Professor José Liberatti, Osasco |

### Semifinal
| 18 de janeiro de 2018 19:00 Relatório SporTV | Praia Clube | 3 — 0             | Minas | Ginásio Jones Minosso,Lages |
| 18 de janeiro de 2018 19:00 Relatório SporTV | 27 25       | Set 1 Set 2 Set 3 | 25 14 | Ginásio Jones Minosso,Lages |

| 18 de janeiro de 2018 21:30 Relatório SporTV | Rio de Janeiro | 1 — 3                   | Osasco   | Ginásio Jones Minosso,Lages |
| 18 de janeiro de 2018 21:30 Relatório SporTV | 22 17 25 21    | Set 1 Set 2 Set 3 Set 4 | 25 20 25 | Ginásio Jones Minosso,Lages |

### Final
| 19 de janeiro de 2018 21ː30 Relatório SporTV | Praia Clube | 0 — 3             | Osasco | Ginásio Jones Minosso,Lages |
| 19 de janeiro de 2018 21ː30 Relatório SporTV | 17 19       | Set 1 Set 2 Set 3 | 25     | Ginásio Jones Minosso,Lages |

## Classificação final
| Posição | Equipe         |
| ------- | -------------- |
|         | Osasco         |
|         | Praia Clube    |
|         | Minas          |
| 4º      | Rio de Janeiro |
| 5º      | Pinheiros      |
| 6º      | Fluminense     |
| 7º      | Barueri        |
| 8º      | São Caetano    |

| Copa Brasil de Voleibol Feminino de 2018 |
| São Paulo                                |
| ---------------------------------------- |
| Osasco Campeão (2º título)               |